# Hemidactylus agrius
Espèce
Hemidactylus agrius est une espèce de geckos de la famille des Gekkonidae.

## Répartition
Cette espèce est endémique du Brésil. Elle se rencontre au Piauí, au Ceará et au Pernambouc.

## Publication originale
- Vanzolini, 1978 : On South American Hemidactylus (Sauria, Gekkonidae). Papéis Avulsos de Zoologia, vol. 31, n. 20, p. 307-343.